# Mount Lucania
Mount Lucania is de op twee na hoogste berg van Canada. De 5226 meter hoge berg ligt in het Nationaal park Kluane in het zuidwesten van Yukon, circa 30 km van de grens met Alaska. Hij is onderdeel van het Sint-Eliasgebergte en bevindt zich 43 km ten noorden van de Mount Logan.
Mount Lucania kreeg zijn naam in 1897 van hertog Lodewijk Amadeus van Savoye toen hij de top van deze berg zag tijdens de eerste beklimming van de Mount Saint Elias. De berg werd vernoemd naar de RMS Lucania, het schip waarmee de expeditie de overtocht van Liverpool naar New York had gemaakt.